# Tommy Casey
Pour les articles homonymes, voir Casey.
Thomas Casey, plus connu sous le nom de Tommy Casey, né le 11 mars 1930 à Comber en Irlande du Nord et décédé le 13 janvier 2009 à Somerset en Angleterre, est un footballeur international nord-irlandais qui évoluait au poste de milieu de terrain, avant de devenir ensuite entraîneur.

## Biographie

### Carrière de joueur

#### Carrière en club
Avec le club de Newcastle United, il remporte une Coupe d'Angleterre.

#### Carrière en sélection
Avec l'équipe d'Irlande du Nord, il joue 12 matchs (pour 2 buts inscrits) entre 1955 et 1958. 
Il joue son premier match en équipe nationale le 20 avril 1955 contre le Pays de Galles et son dernier le 15 octobre 1958 face à l'Espagne. Le 1er mai 1957, il inscrit un but contre l'équipe du Portugal. Le 4 octobre 1958, il inscrit à nouveau un but, cette fois-ci contre l'équipe d'Angleterre.
Il figure dans le groupe des sélectionnés lors de la Coupe du monde de 1958. Lors du mondial organisé en Suède, il joue deux matchs : contre l'Allemagne puis contre la France.

## Palmarès
Newcastle United
- Coupe d'Angleterre (1) :
  - Vainqueur : 1954-55.

- Community Shield :
  - Finaliste : 1955.